# Pelly Mountains
Pelly Mountains är en bergskedja i Kanada.   Den ligger i territoriet Yukon, i den centrala delen av landet, 4 000 km väster om huvudstaden Ottawa.
Pelly Mountains sträcker sig 80 km i nord-sydlig riktning. Den högsta punkten är 2 222 meter över havet.
Trakten runt Pelly Mountains består i huvudsak av gräsmarker. Trakten runt Pelly Mountains är nära nog obefolkad, med mindre än två invånare per kvadratkilometer.